# Česká křesťanská akademie
Česká křesťanská akademie (ČKA, 1990–1993 Křesťanská akademie Praha) je občanské sdružení pro křesťanský dialog. Vzniklo roku 1990 v Praze jako jedna z prvních svobodných institucí bezprostředně po listopadu 1989, navazuje na dřívější bytové semináře pořádané k různým tématům. 

## Poslání
Česká křesťanská akademie je registrována jako zájmové sdružení, vzdělávací spolek, otevřený křesťanům všech církví a každému, kdo cítí odpovědnost za šíření a prosazování křesťanských kulturních a morálních hodnot ve společnosti. ČKA vytváří prostor pro dialog mezi církvemi a společností, pro setkávání víry a kultury a podporuje rozvoj vědy, umění a vzdělání v České republice. Její program je zakotven ve stanovách z roku 2014. Česká křesťanská akademie nemá přímou nástupnickou návaznost na Křesťanskou akademii v Praze (Academia christiana Pragensis), činnou v letech 1875–1953, ani na její praktickou působnost.  
Česká křesťanská akademie je jedním z největších spolků v České republice. V současné době má zhruba 1 800[zdroj?] individuálních členů, sdružených většinou v některé ze 76 místních skupin. Síť místních skupin v jednotlivých městech pokrývá prakticky celé území České republiky. Kolektivními členy ČKA jsou Asociace kolegií katolických lékařů, Společnost pro církevní právo, Svatojosefská jednota pro Poličku a okolí, Křesťanské sdružení ve Vsetíně a Vysokoškolské katolické hnutí Praha.    

## Odborné sekce a místní skupiny ČKA
Odborné sekce, činné především v Praze:
ekologická, historická, literární, pedagogická (sociální a výchovná), politologicko-ekonomická, právní, přírodovědná a technická, psychoterapeutická, teologická, uměnovědná a mediální.
V letech 1990–2009 vznikly postupně místní skupiny ČKA v těchto městech:
- Benešov
- Blatnice pod Svatým Antonínkem
- Bohumín
- Brandýs nad Labem-Stará Boleslav
- Čáslav
- Česká Třebová
- České Budějovice
- Český Krumlov
- Domažlice
- Dvůr Králové nad Labem
- Havlíčkův Brod
- Hodonín
- Hradec Králové
- Humpolec
- Chrudim
- Jeseník
- Jihlava
- Jilemnice
- Jindřichův Hradec
- Klatovy
- Kostelec nad Orlicí
- Kroměříž
- Kyjov
- Letohrad
- Liberec
- Litomyšl
- Milevsko
- Milín
- Mladá Boleslav
- Moravská Třebová
- Most
- Náchod
- Nová Paka
- Nový Jičín
- Opava
- Pečky
- Pelhřimov
- Písek
- Plzeň
- Polička
- Praha 3
- Praha 5
- Praha 6
- Prachatice
- Prostějov
- Přerov
- Příbram
- Rožmitál pod Třemšínem a Hvožďany
- Rožnov pod Radhoštěm
- Říčany
- Strážnice
- Sušice
- Světlá nad Sázavou
- Šternberk
- Tábor
- Třebechovice pod Orebem
- Třebíč
- Třeboň
- Týn nad Vltavou
- Ústí nad Labem
- Valašské Meziříčí
- Vizovice
- Vodňany
- Vrchlabí
- Vsetín
- Vysoké Mýto
- Zábřeh
- Železný Brod – „Český ráj“

Mimo území Česka vznikla místní skupina na žádost Jaroslava Pavlíčka na české polární stanici na ostrově Nelson u břehů Antarktidy a v Bruselu.

## Hlavní cíle ČKA
- dialog mezi církvemi
- vnitrocírkevní dialog
- ekumenický a mezináboženský dialog
- vzdělávání a další vzdělávání
- vytváření intelektuálních center v regionech
- poradní, expertní a konzultační činnost pro církve
- mezinárodní spolupráce s analogickými křesťanskými institucemi ve světě
- prezentace současných teologických a filozofických směrů
- péče o duchovní a intelektuální rozvoj
- zprostředkování stipendií pro studenty
- výzkum a vytváření předpokladů pro výzkumnou činnost
- ediční činnost a knihovnictví
- česko-německý dialog

## Struktura ČKA
Nejvyšším orgánem ČKA je Valná hromada všech členů, která se koná každé tři roky. Řídícími orgány jsou Akademický výbor a Prezidium. Valná hromada volí nejvyšší představitele ČKA, prezidenta (na 6 let) a dva viceprezidenty (na 3 roky). Prezident jmenuje ředitele ČKA. Akademický výbor volí dva členy prezidia, za odborné sekce a místní skupiny (na 2 roky).
Prezidentem ČKA je od roku 1990 prof. PhDr. Tomáš Halík, ThD. Ředitelkou České křesťanské akademie je od května 2013 Ilona Trnková.
Viceprezidenty jsou k listopadu 2024 doc. Pavel Hošek, ThD. a probošt vyšehradské kapituly Jan Kotas.
Členkou prezidia zastupující odborné sekce je PhDr. Petra Oulíková, PhD. a členem prezidia zastupujícím místní skupiny je akad. arch. Aleš Brotánek.
Ústředí České křesťanské akademie, které sídlí v klášteře Emauzy v Praze, administrativně zajišťují Štěpánka Havlínová a Libuše Beránková.

## Další činnost ČKA
ČKA se věnuje především vzdělávání. Tento úkol akademie naplňuje pravidelnou přednáškovou činností v jednotlivých sekcích a místních skupinách. Pro širokou veřejnost jsou pořádány jak přednáškové cykly, tak i přednášky k aktuálním tématům. ČKA pořádá od r. 1997 tematicky zaměřená odborná kolokvia pod názvem "Laboratoř dialogu". K celovečerním diskusním setkáním zve kromě představitelů církví vždy asi dvacet osobností kompetentních v dané problematice.
Česká křesťanská akademie vydává čtyři periodika:
- Revue "Universum" (4x ročně)
- Revue církevního práva (3-4x ročně)
- Zpravodaj ČKA (2x ročně)
- Theology and Philosophy of Education (2x ročně)